# Isla Remembrance
La isla Remembrance (en inglés: Remembrance Island; literalmente «isla Remembranza» o «isla Recuerdo») es una isla lacustre de Zimbabue localizada en el lago Chivero cerca del área de Harare, en la parte sur del continente africano. Administrativamente es parte de la provincia de Mashonalandia Occidental (Mashonaland West Province) al norte del país.